# Peter Schep
Pieter Otto ("Peter") Schep (født 8. marts 1977 i Lopik) er en hollandsk forhenværende cykelrytter. Hans foretrukne disciplin var banecykling, hvor han har vundet medaljer ved EM og VM. 
I 1996, 2000, 2004 og 2008 deltog han ved Sommer-OL.